# 7e division d'infanterie (France)
Pour les articles homonymes, voir 7e division.
La 7e division d'infanterie est une division d'infanterie (DI) de l'Armée de terre française qui prit part à la Première et la à Seconde Guerre mondiale.

## Les chefs de la7eDI
- 18 octobre 1873 - 25 février 1878 : général Duplessis
- 16 mars 1878 - 11 février 1879 : général Lefebvre
- 10 juin 1879 - 24 septembre 1885 : général Rolland
- 28 octobre 1885 - 5 janvier 1889 : général Coiffé
- 9 janvier - 1er juillet 1889 : général Tramond
- 19 juillet 1889 : général de Saint-Mars
- 20 septembre 1890 : général de Verdière
- 28 mai 1892 : général de Saint-Mars
- 6 juin 1893 - 3 novembre 1894 : général Saint-Marc
- 12 novembre 1894 : général Jollivet
- 28 octobre 1899 - 19 novembre 1901 : général Niox
- 30 décembre 1901 - 10 novembre 1903 : général Fabre
- 18 mars 1904 : général Percin
- 12 mars 1907 : général Silvestre
- 22 janvier 1909 : général Chapel
- 9 avril 1912 - 18 août 1913 : général Roques
- 9 septembre 1913 - 25 septembre 1914 : général de Trentinian
- 26 septembre 1914 - 3 octobre 1914 : général Desvaux[1]
- 3 octobre 1914 : général Colas
- 15 mai 1915 : général Weywada
- 22 octobre 1917 : général Bulot
- 22 mars 1919 - 29 décembre 1923 : général Lebocq
- 1939 - 1940 : général Hupel
- 1940 : général Robert de Saint-Vincent

## Avant 1914

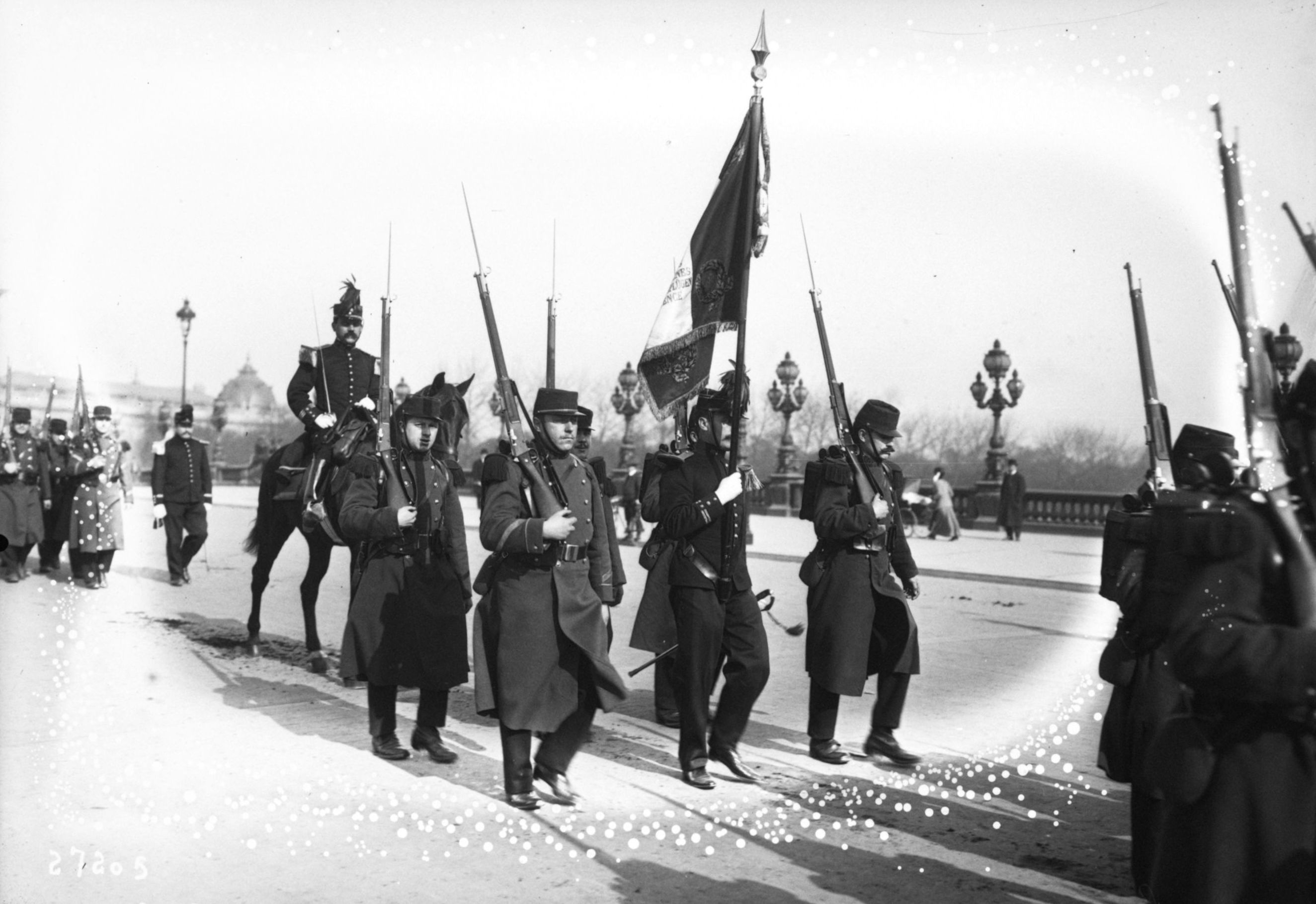
Le (14e brigade) défile à Paris le 25/2/1913.

La division est créée par le décret du 28 septembre 1873. Rattachée au 4e corps d'armée (Le Mans), elle est constituée de deux brigades à deux régiments :
- 13e brigade :
  - 101e régiment d'infanterie de ligne
  - 102e régiment d'infanterie de ligne
- 14e brigade :
  - 103e régiment d'infanterie de ligne
  - 104e régiment d'infanterie de ligne

En 1914, la division a gardé la même composition, les deux brigades sont stationnées à Paris tout en ayant leurs casernes à Dreux, Chartres, Alençon et Argentan.

## La Première Guerre mondiale

### Composition
- Infanterie (jusqu'en mars 1917, la division est divisée en deux brigades : 101e (puis 315e RI) et 102e RI à la 13e brigade, 103e et 104e RI à la 14e)
  - 101e régiment d'infanterie d'août 1914 à juin 1915
  - 102e régiment d'infanterie d'août 1914 à l'armistice
  - 103e régiment d'infanterie d'août 1914 à l'armistice
  - 104e régiment d'infanterie d'août 1914 à l'armistice
  - 315e régiment d'Infanterie de juin 1915 à l'armistice
  - 1er bataillon de pionniers du 34e régiment d'infanterie territoriale d'août 1918 à l'armistice
- Cavalerie
  - 1 escadron du 14e régiment de hussards d'août 1914 à janvier 1915
  - 1 escadron du 13e régiment de hussards de janvier 1915 à janvier 1917
  - 2 escadrons du 14e régiment de hussards de janvier 1917 à novembre 1918
- Artillerie
  - 3 groupes de 75 du 26e régiment d'artillerie de campagne d'août 1914 à novembre 1918
  - 123e batterie de 58 du 44e régiment d'artillerie de campagne de juillet 1916 à juillet 1917
  - 101e batterie de 58 du 26e régiment d'artillerie de campagne de juillet 1917 à novembre 1918 (ex-123e batterie du 44e RAC)
  - 5e groupe de 155 du 104e régiment d'artillerie lourde de juillet à novembre 1918 (ex-4e groupe du 101e RAL)
- Génie
  - compagnie 4/1 du 1er régiment du génie d'août 1914 à novembre 1918
  - compagnie 4/51 (ex-4/1 bis) du 1er régiment du génie de mi-1915 à novembre 1918
  - compagnie 4/21 du 1er régiment du génie de fin-1916 à novembre 1918
  - sapeurs-pionniers du  1er régiment du génie de fin-1916 à fin-1917
  - détachement de transmission du 8e régiment du génie de fin-1916 à novembre 1918

### Historique
Mobilisée dans la IVe région.

#### 1914
- 5 – 10 août : transport par voie ferrée dans la région de Verdun.
- 10 – 21 août : couverture sur l'Othain dans la région de Mangiennes.
- 21 – 24 août : offensive vers le nord, en direction de Latour. Engagée, le 22 août, dans la bataille des Ardennes : combats vers Ethe et Ruette.
- 24 août – 3 septembre : repli sur la Meuse, vers Brieulles-sur-Meuse.
  - 25 août : combat de Marville.
  - 26 août : arrêt derrière la Meuse, dans la région de Romagne-sous-Montfaucon, puis vers Beauclair.
  - 30 - 31 août : combats vers Beauclair et Tailly.
  - 1er septembre : reprise du mouvement de repli, par Saint-Juvin et Vienne-le-Château, vers Sainte-Menehould.
- 3 – 7 septembre : transport par voie ferrée, de Sainte-Menehould, vers Villemomble.
- 7 – 13 septembre : transport par taxi-autos et par voie ferrée dans la région de Nanteuil-le-Haudouin. À partir du 8 septembre, engagée dans la première bataille de la Marne.
  - 8 - 10 septembre : Bataille de l'Ourcq : combats vers Bouillancy et vers Silly-le-Long. À partir du 10, poursuite, par Retheuil et Attichy, jusque dans la région Tracy-le-Val, Carlepont.
- 13 – 19 septembre : engagée dans la 1re bataille de l'Aisne : violents combats vers Puisaleine et vers le bois Saint-Mard.
- 19 septembre – 27 décembre : retrait du front ; mouvement par Compiègne et Moyenneville, vers Lassigny. Engagée, à partir du 21 septembre, dans la première bataille de Picardie, vers Lassigny et Champien. Puis stabilisation du front et occupation d'un secteur vers Tilloloy et l'Échelle-Saint-Aurin
  - 4 novembre : attaque sur Andechy.
- 27 décembre 1914 – 14 janvier 1915 : retrait du front et transport par voie ferrée, de la région de Montdidier, dans celle de Courtisols ; repos.

#### 1915
- 14 janvier – 5 février : transport par voie ferrée dans la région de Bazoches ; repos. (Du 27 janvier au 6 février, éléments en secteur vers Paissy).
- 5 – 18 février : transport par voie ferrée de Fismes à Châlons-sur-Marne, stationnement vers Courtisols.
- 18 février – 21 mars : mouvement vers le nord. À partir du 23 février, engagée, par fractions, dans la première bataille de Champagne (aux ordres de la 33e DI), vers Perthes-lès-Hurlus. Puis, éléments en secteur au nord de Perthes-lès-Hurlus.
- 21 mars – 30 octobre : retrait du front, et, à partir du 23 mars, occupation d'un secteur vers la ferme des Wacques et Auberive-sur-Suippe (guerre des mines). À partir du 29 août, occupation d'un nouveau secteur vers Auberive-sur-Suippe et à l'ouest.
  - 25 septembre : engagée dans la seconde bataille de Champagne : attaques françaises en direction d'Auberive-sur-Suippe.
  - 28 septembre : la division forme la division d'infanterie provisoire Weywada en regroupant son état-major, sa 14e brigade et la 248e brigade de la 124e DI tandis que la 13e brigade est rattachée à la 42e DI.
  - 30 septembre - 4 octobre : en 2e ligne.
  - 12 octobre : extension du front, à gauche, jusqu'à la ferme de Moscou. La 7e division reprend sa composition normale (13e et 14e brigades).
- 30 octobre – 7 novembre : retrait du front et repos vers Possesse.
- 7 novembre 1915 – 10 avril 1916 : transport par camions vers le front et occupation d'un secteur, dans la région Ville-sur-Tourbe, l'Aisne.

#### 1916
- 10 – 26 avril : retrait du front ; repos à l'est de Sainte-Menehould.
- 26 avril – 19 août : mouvement vers le nord et occupation d'un secteur dans la région de la Main de Massiges, l'Aisne.
  - 28 juin : mouvement de rocade et occupation d'un nouveau secteur vers la Main de Massiges et Maisons de Champagne.
- 19 – 29 août : retrait du front ; repos vers Dommartin-sur-Yèvre.
- 29 août – 25 septembre : transport par camions et par voie ferrée dans la région de Verdun. À partir du 2 septembre (éléments dès le 29 août), engagée dans la bataille de Verdun, dans le bois d'Haudiomont et l'ouvrage de Thiaumont.
  - 3 septembre : attaque française sur Thiaumont.
  - 4 septembre : attaque allemande.
  - 6 septembre : attaque française sur Thiaumont.
  - 20 septembre : nouvelle attaque française.
- 25 septembre – 22 octobre : retrait du front, transport par camions dans la région de Laheycourt ; regroupement et repos.
- 22 octobre – 14 décembre : mouvement vers la région de Verdun. En seconde ligne pendant la 1re bataille offensive de Verdun.
  - 28 octobre : occupation d'un secteur vers le bois d'Haudromont et le village de Douaumont (exclu).
- 14 – 28 décembre : retrait du front et transport par voie ferrée dans la région de Saint-Dizier ; repos.
  - 22 décembre : transport par voie ferrée vers Baccarat ; repos.

#### 1917
- 28 décembre 1916 – 28 mai 1917 : occupation d'un secteur dans la région la Chapelotte, la Vezouze.
- 28 mai – 23 juin : retrait du front ; repos vers Rosières-aux-Salines et Saffais.
- 23 – 29 juin : transport par voie ferrée de la région de Bayon, dans celle de Ligny-en-Barrois.
  - le 27 juin : transport par voie ferrée dans celle de Verdun.
- 29 juin – 8 août : occupation d'un secteur vers Louvemont, Vacherauville et Marre, réduit à droite, le 14 juillet, jusque vers la côte du Poivre.
- 8 – 27 août : retrait du front ; repos vers Dieue-sur-Meuse.
  - 20 août : éléments engagés dans la deuxième bataille offensive de Verdun : prise de la côte de Talou.
- 27 août – 5 novembre : occupation d'un secteur vers Haudiomont et Damloup (éléments détachés aux Éparges jusqu'au 17 septembre).
- 5 – 26 novembre : retrait du front et transport par camions vers Tours-sur-Marne ; repos et instruction.
- 26 novembre 1917 – 1er mai 1918 : mouvement vers le front, puis occupation d'un secteur vers le mont Cornillet et la ferme des Marquises.

#### 1918
- 1er – 6 mai : retrait du front et repos vers Vadenay et Bouy.
- 6 – 21 mai : transport par voie ferrée dans la région de Saint-Omer ; repos.
  - 11 mai : transport par voie ferrée dans celle de Cassel ; repos vers l'Abeel.
- 21 mai – 2 juillet : occupation d'un secteur au Scherpenberg et vers la Clytte :
  - 27 mai : attaque allemande (Bataille de la Lys).
  - 2 juin : extension du front à gauche, jusqu'au nord du mont Kemmel.
- 2 - 9 juillet : retrait du front (relève par des éléments britanniques) ; regroupement vers Esquelbecq. À partir du 4 juillet, transport par voie ferrée dans la région de Sézanne, Fère-Champenoise, Vertus ; puis mouvement par étapes et transport par camions dans celle de Tours-sur-Marne.
- 9 – 31 juillet : mouvement vers la montagne de Reims ; en 2e ligne vers Écueil. À partir du 15, mouvement vers Saint-Imoges ; engagée dans la quatrième bataille de Champagne vers Leuvrigny et Festigny-les-Hameaux (combats vers Venteuil et Tincourt) ; puis dans la seconde bataille de la Marne (le 29, prise de Romigny).
- 31 juillet – 18 août : retrait du front ; repos vers Orbais-l'Abbaye, Mareuil-le-Port et Troissy.
- 18 août – 26 septembre : transport par camions dans la région Vadenay, Cuperly. À partir du 23 août, occupation d'un secteur vers Prunay et le sud du mont Cornillet.
- 26 septembre – 20 octobre : engagée dans la bataille de Champagne et d'Argonne.
  - 5 - 7 octobre : repos dans la région du camp de Châlons puis transport par camions vers la butte de Souain.
  - 8 octobre : attaque vers Saint-Clément-à-Arnes et progression au-delà ; le 12 octobre, franchissement de la Retourne ; le 13 octobre, occupation de Givry et du front Givry, Ambly-Fleury.
- 20 octobre – 6 novembre : retrait du front ; repos vers Bouy.
- 6 – 11 novembre : mouvement vers la région de Suippes ; à partir du 10, engagée dans la poussée vers la Meuse : poursuite vers la région de Sauville, Vendresse, où la 7e DI se trouve lors de l'armistice du 11 novembre 1918.

### Rattachements
Affectation organique : 4e CA d'août 1914 à novembre 1918
- 2e armée
  - 21 septembre – 27 décembre 1914
  - 30 octobre 1915 – 4 janvier 1916
  - 29 août – 21 décembre 1916
  - 23 juin – 5 novembre 1917
- 3e armée
  - 2 – 27 août 1914
  - 29 août – 2 septembre 1914
- 4e armée
  - 28 août 1914
  - 28 décembre 1914 – 13 janvier 1915
  - 6 février - 29 octobre 1915
  - 5 janvier – 28 août 1916
  - 6 novembre 1917 – 5 mai 1918
  - 18 août  - 20 octobre 1918
  - 4 – 11 novembre 1918
- 5e armée
  - 14 janvier – 5 février 1915
  - 4 – 5 juillet 1918
  - 8 juillet – 17 août 1918
  - 21 octobre – 3 novembre 1918
- 7e armée
  - 7 – 20 septembre 1914
- 8e armée
  - 2 janvier – 22 juin 1917
- 9e armée
  - 6 – 7 juillet 1918
- Groupement MP
  - 2 – 6 septembre 1914
- Détachement d'armée de Lorraine
  - 22 décembre 1916 – 1er janvier 1917
- Détachement d'armée du Nord
  - 6 mai – 30 juin 1918
- Grand Quartier général des armées alliées
  - 2 – 3 juillet 1918

## L'entre-deux-guerres

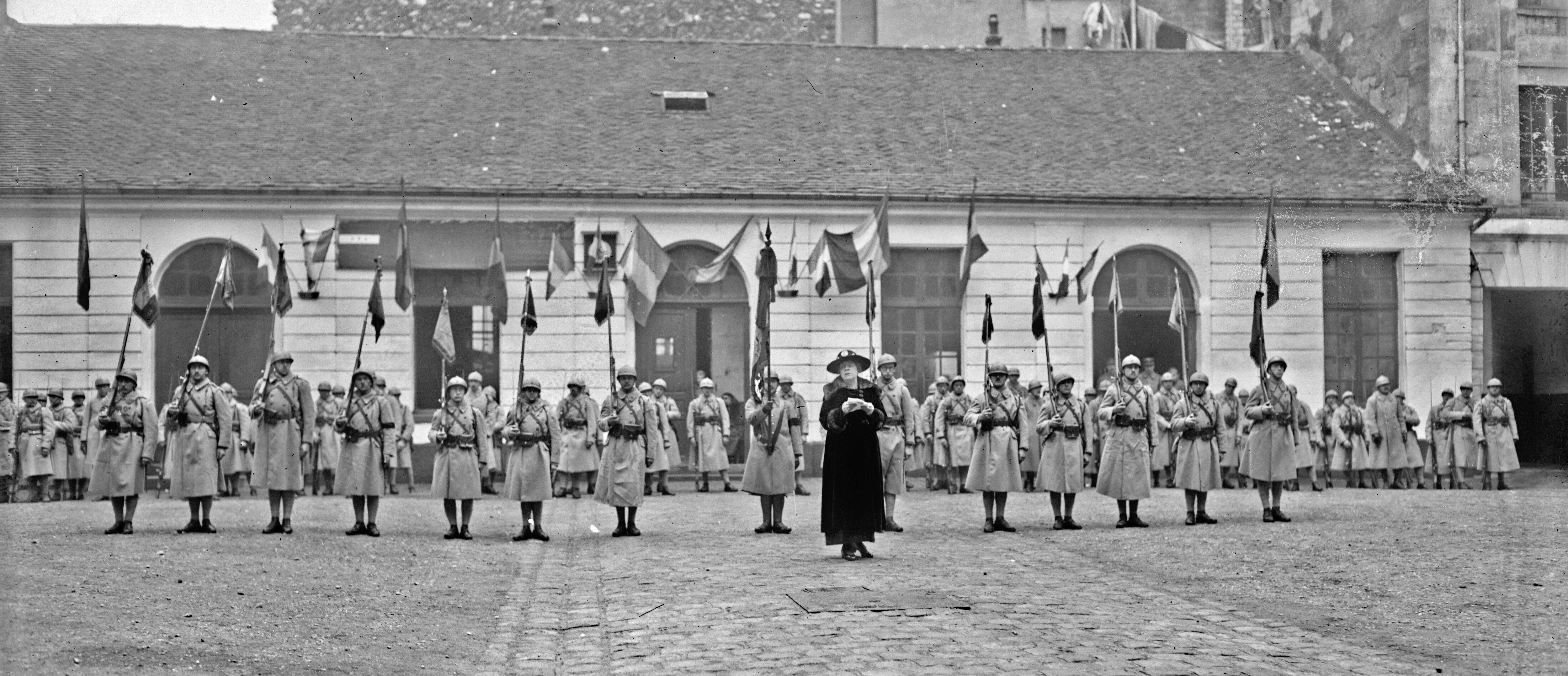
Les drapeaux des et, appartenant à la 7e DI, à Paris en novembre 1922, encadrant la chanteuse Léa Caristie-Martel.

La division est dissoute en décembre 1923[réf. souhaitée].

## Seconde Guerre mondiale

### Composition
Le 10 mai 1940, la 7e division d'infanterie se compose de :
- 93e régiment d'infanterie
- 102e régiment d'infanterie
- 130e régiment d'infanterie
- 31e régiment d'artillerie divisionnaire
- 231e régiment d'artillerie lourde divisionnaire
- 40e GRDI (groupe de reconnaissance de division d'infanterie)
- 1re et 2e compagnies du 6e régiment du génie[réf. nécessaire]
- 81e compagnie télégraphique
- 82e compagnie radio
- 4e compagnie du train hippomobile
- 4e compagnie du train automobile
- 4e groupe d'exploitation divisionnaire
- 7e groupe sanitaire divisionnaire
- Parc d'artillerie no 7.

### Historique
Au début de la Bataille de France, la 7e division d'infanterie, sous les ordres du général Hupel, est intégrée à la 3e armée.